# 1999 en rugby à XV
Cette page présente les faits marquants de l'année 1999 en rugby à XV : les principales compétitions et évènements liés au rugby à XV et rugby à sept ainsi que les décès de grandes personnalités de ce sport.

## Principales compétitions
- Currie Cup (du ? août au ? octobre 1999)
- Challenge européen (du 19 septembre 1998 au 27 février 1999)
- Championnat d'Angleterre (du 5 septembre 1998 au 20 mai 1999)
- Championnat de France (?? ???? 1998 au 29 mai 1999)
- Championnat d'Italie (du ?? ???? 1998 au 29 mai 1999)
- Coupe d'Angleterre (du ?? ???? 1998 au 15 mai 1999)
- Coupe d'Europe (du 18 septembre 1998 au 30 janvier 1999)
- Super 12 (du 26 février au 30 mai 1999)
- Tri-nations (du 10 juillet au 28 août 1999)
- Tournoi des Cinq Nations (du 6 février 1999 au 11 avril 1999)

## Événements

### Janvier
- 30 janvier : l'Ulster bat l'US Colomiers en finale de la Coupe d'Europe de rugby à XV 1998-1999 sur le score de 21 à 6.

### Avril
- 11 avril : le Tournoi des Cinq Nations 1999, le dernier disputé à cinq pays, est remporté par l'Écosse avec trois victoires et une défaite.

### Mai
- 15 mai : le Wasps RFC s'adjuge la Coupe d'Angleterre en dominant 29 à 19 les Newcastle Falcons en finale[1].
- 29 mai : le Stade toulousain remporte le Championnat de France de première division 1998-1999 après avoir battu l'AS Montferrand en finale sur le score de 15 à 11[2]. Il gagne un quinzième titre de champion de France, le cinquième pendant les années 1990. L'ASM perd en finale pour la septième fois, le titre lui échappe à nouveau.
- 29 mai : le Benetton Rugby Trévise bat en finale le Petrarca Simac sur le score de 23 à 14 et remporte son 8e titre de Champion d'Italie. Le match se déroule au Stade Mario-Battaglini à Rovigo[3].
- 30 mai : les Crusaders remportent le Super 12 après voir battu les Highlanders en finale sur le score de 24 à 19.
- ? mai : les Espagnols du Dulciora El Salvador remportent la vingt-troisième édition de la Coupe Ibérique en battant les Portugais de l'AEIS Tecnico sur le score de 29 à 15.

### Août
- 28 août : la Nouvelle-Zélande remporte son troisième Tri-nations avec trois victoires contre une défaite contre l'Australie lors de la dernière journée.

### Novembre
- 6 novembre : la Coupe du monde de rugby à XV 1999, qui se tient au pays de Galles du 1er octobre au 6 novembre 1999, se conclut par la victoire de l'Australie sur la France[4]. Les matchs de la poule A se sont déroulés en Écosse, ceux de la poule B en Angleterre, de la poule C en France, de la poule D au pays de Galles, et enfin, ceux de la poule E en Irlande.

## Principaux décès
- 23 octobre : Jean Dauger, centre international français sélectionné à trois reprises ayant donné son nom au stade de Bayonne, meurt à Bayonne à l'âge de 79 ans.